# Nikolas Asprogenous
Nikolas Asprogenis (grč. Νικόλας Ασπρογένους) (Limassol, 6. travnja 1986.) bivši je ciparski nogometni vratar i reprezentativac mladih selekcija.